# Oplophoroidea
Super-famille
Oplophoroidea est une super-famille de crustacés décapodes.

## Liste des familles
Selon World Register of Marine Species (29 mars 2015) :
- famille Acanthephyridae Spence Bate, 1888 -- 8 genres
- famille Oplophoridae Dana, 1852 -- 4 genres

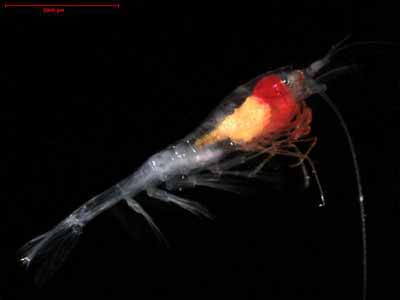
Hymenodora glacialis
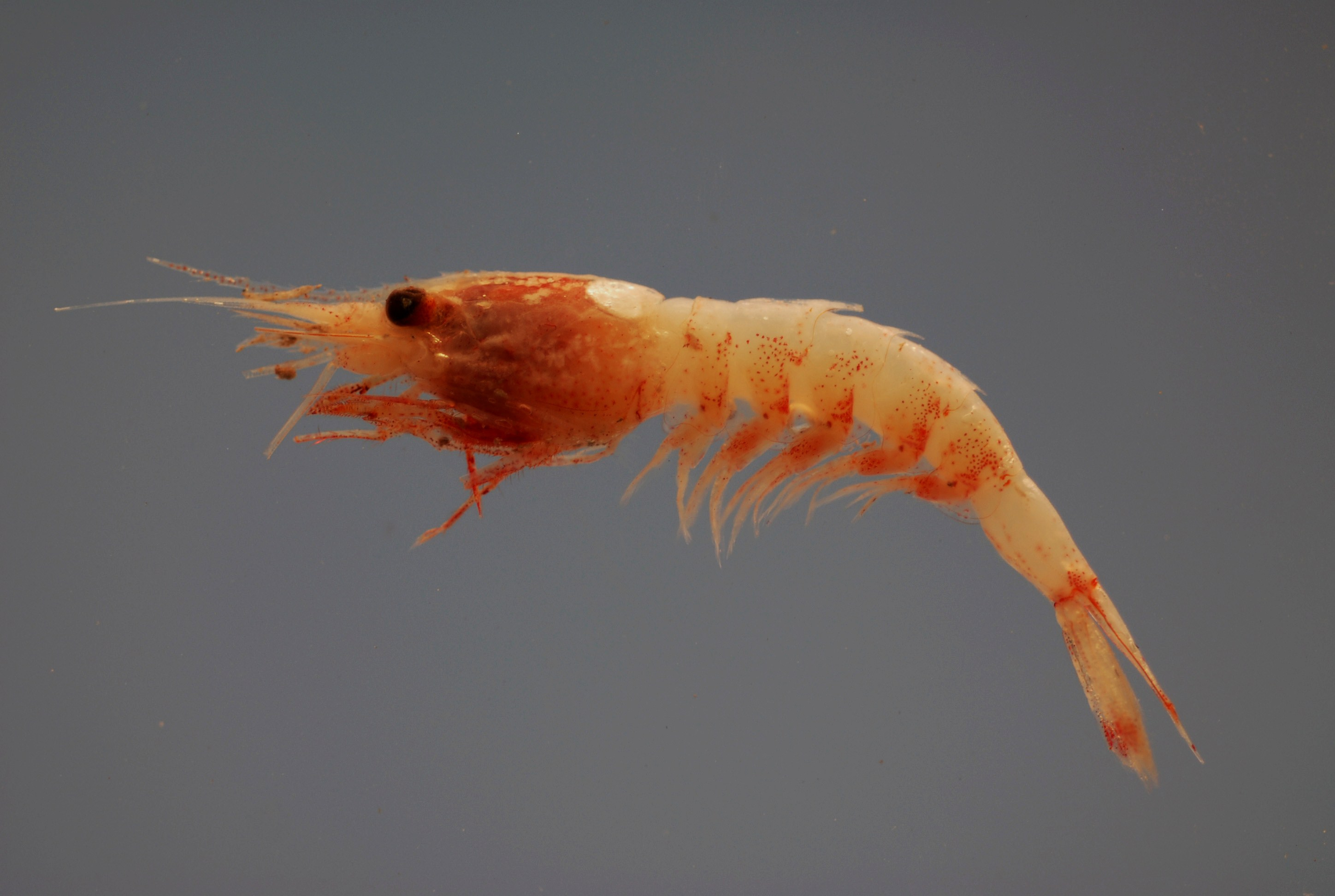
Janicella spinicauda